# Tanjung Santan Airport
Tanjung Santan Airport är en flygplats i Indonesien.   Den ligger i provinsen Kalimantan Timur, i den nordvästra delen av landet, 1 400 km nordost om huvudstaden Jakarta. Tanjung Santan Airport ligger 6 meter över havet.
Terrängen runt Tanjung Santan Airport är platt. Havet är nära Tanjung Santan Airport åt sydost.